# Victor Schivert
Victor Schivert, parfois Viktor Schivert, né le 8 octobre 1863 à Iași et mort le 20 juin 1929 à Munich, est un peintre roumain de scènes historiques et de nus ayant vécu principalement à Munich. 
Il est le fils du peintre Albert Gustav Schievert (1826-1881). Il étudie à l'école d'art de Graz et à partir du 18 octobre 1881 à l'académie des beaux-arts de Munich avec Alois Gabl et Otto Seitz. Après ses études, il s'établit définitivement à Munich. 
Son œuvre est constituée principalement de scènes historiques, notamment de la guerre de Trente Ans, de scènes de genre ainsi que de nus féminins. Il est aussi l'auteur de 130 illustrations pour des ouvrages consacrés à l'histoire des guerres paysannes. 

## Œuvre illustrée
- Dr W. Zimmermann’s großer Deutscher Bauernkrieg – Illustriert von Victor Schivert – Herausgeber Wilhelm Blos. Illustrierte Volksausgabe 1891